# Hessen
Hessen je savezna država (Bundesland) u središnjemu dijelu Njemačke. Glavni grad je Wiesbaden, a najveći Frankfurt na Majni.

## Zemljopis
Smještena je u središnjemu dijelu Njemačke, što znači da ne graniči s drugim državama. Okružena je samo drugim njemačkim zemljama, i to Sjevernom Rajnom-Vestfalijom, Donjom Saskom, Tirinškom, Bavarskom, Baden-Württembergom i Porajnje-Falačkom. U pokrajini se nalazi vulkanski masiv Vogelsberg.

## Gradovi u Hessenu
1. Frankfurt : 717 624
2. Wiesbaden : 271 995
3. Kassel : 194 322
4. Darmstadt : 139 698
5. Offenbach : 119 208
6. Hanau : 88 897
7. Marburg : 79 300
8. Gießen : 74 001
9. Fulda : 63 447
10. Rüsselsheim : 59 703
11. Wetzlar : 52 684
12. Bad Homburg vor der Höhe : 52 171
13. Rodgau : 43 345
14. Oberursel (Taunus) : 42 481
15. Dreieich : 40 390
16. Bensheim : 39 205
17. Maintal : 38 370
18. Hofheim am Taunus : 37 827
19. Neu-Isenburg : 35 453
20. Langen : 35 445
21. Limburg an der Lahn : 33 722
22. Dietzenbach : 33 211
23. Mörfelden-Walldorf : 32 958
24. Viernheim : 32 615
25. Lampertheim : 31 833

## Upravna podjela
| 1. Bergstraße (HP) 2. Darmstadt-Dieburg (DA) 3. Groß-Gerau (GG) 4. Hochtaunuskreis (HG) 5. Main-Kinzig-Kreis (MKK) (HU) 6. Main-Taunus-Kreis (MTK) 7. Odenwaldkreis (ERB) 8. Landkreis Offenbach (OF) 9. Rheingau-Taunus-Kreis (RÜD) 10. Wetteraukreis (FB) | 1. Gießen (GI) 2. Lahn-Dill-Kreis (LDK) 3. Limburg-Weilburg (LM) 4. Marburg-Biedenkopf (MR) 5. Vogelsbergkreis (VB) | 1. Fulda (FD) 2. Hersfeld-Rotenburg (HEF) 3. Kassel (KS) 4. Schwalm-Eder-Kreis (HR) 5. Werra-Meißner-Kreis (ESW) 6. Waldeck-Frankenberg (KB) |